# دوريفال جونيور
دوريفال جونيور (بالبرتغالية: Dorival Júnior‏) هو لاعب كرة قدم ومدرب كرة قدم برازيلي في مركز الوسط، ولد في 25 أبريل 1962 في اراراكوارا في البرازيل. لعب مع غريميو بورتو أليغرينزي ونادي أفاي لكرة القدم ونادي بالميراس ونادي بوتافوغو اس بي ونادي جوفنتودي ونادي جوينفيل ونادي غواراني ونادي فيروفياريا ونادي كريسيوما ونادي كوريتيبا.
وفي 10 يناير 2024، أعلن الاتحاد البرازيلي لكرة القدم، تعيينه مدربًا رسمياً للمنتخب البرازيلي.
وفي 28 مارس 2025، أعلن الإتحاد البرازيلي لكرة القدم اقاله المدرب دوريفال جونيور بإثر فوري للهزيمة المدوية أمام المنتخب الأرجنتيني بنتيجة 1_4